# Children of Mana
Children of Mana (聖剣伝説DS チルドレン　オブ　マナ, Seiken Densetsu Dī Esu Chirudoren obu Mana) est un jeu vidéo de type Action-RPG sorti en 2006 sur Nintendo DS. Le jeu a été développé par Nex Entertainment sous la supervision de Kōichi Ishii pour l'entreprise japonaise Square Enix.

## Synopsis
L'histoire prend place sur le continent fictif d'Illusia (une île située au beau milieu de l'océan), et qui est célèbre pour un arbre majestueux qui y a élu domicile, arbre sacrée dont les branches s'étendent jusqu'aux cieux. Mais un jour, un mal inconnu frappa l'île entière et les alentours, propageant le chaos et la mort. Puis un jour, la paix fut ramenée par un jeune homme, une fille et une épée sacrée. C'est sur cette base que débute l'aventure, des années après, alors que l'arbre Mana et l'épée sacrée de Mana sont restés.(L'histoire voit évoluer deux protagonistes, un garçon et une fille. Le garçon (vous), se nomme par défaut Ferrik (mais son nom est paramétrable). Courageux, téméraire et serviable, il vit sur Illusia mais a perdu sa famille lors du grand cataclysme. Aujourd'hui âgé de 15 ans, il va entreprendre une longue quête. La fille se nomme Tamber. D'un an son ainé, elle est très intelligente et a le sens du devoir. Ses parents sont aussi morts dans le cataclysme. Il semblerait qu'elle fit un temps partie d'un groupe de danseurs et d'artistes itinérants. Au fil de l'aventure, d'autres personnages vous donneront leur aide.

## Système de jeu
Contrairement aux autres jeux de la série, Children of Mana est un jeu de donjon. L'objectif principal de chaque niveau est de détruire l'ensemble des monstres du donjon puis d'affronter le boss final. La progression du jeu se révèle donc assez linéaire. Le joueur dispose de 4 types d'armes différents (épée, chaîne, arc, marteau) qu'il est possible d'"optimiser" puisque des modèles plus perfectionnés font leur apparition après chaque donjons chez le marchand du village (au bazar doré). Les armes s'utilisent par deux, chacune est assignée à un bouton (A ou X) et s'actionne en appuyant sur le bon bouton. B, sert à invoquer un esprit qui vous accompagne dans les donjons et peut avoir plus ou moins d'influence (il peut soigner, guérir des calamités (sortes de malédictions de diverses formes). Y sert à utiliser un objet précédemment assigné (le plus souvent, ils régénèrent les points de vies. Le bouton "Select", permet de passer en mode furie une fois certaines conditions remplies. Ce mode décuple la force d'attaque et la portée de certaines armes.
Le jeu propose également le système des gemmes, qui se révèlent utiles puisqu'elles peuvent augmenter certaines caractéristiques du héros (attaque, dextérité, vitesse, points de vie, etc. Certaines gemmes peuvent également fusionner pour donner une gemme inédite. Mais attention, les gemmes ne sont pas toutes assignables en même temps, l'emplacement étant limité, et certaines gemmes prenant plus de place que d'autres.
Le joueur se déplace sur la carte en sélectionnant tout simplement le lieu où il décide de se rendre, ce qui raccourcit amplement le jeu. D'autre part, on note qu'il est possible de refaire autant de fois qu'on le souhaite le même donjon. Ainsi, l'aventure n'excède pas les 20 heures de jeu.

### Mode multijoueurs
Pour jouer à plusieurs, chaque joueur doit disposer d'un exemplaire du jeu. Le mode multi propose plusieurs activités que sont le mode coopération (où les deux participants s'entraident pour terminer des donjons ou se battre contre plusieurs ennemis) et le mode compétition qui consiste à être le premier à trouver un objet rare ou se ralentir mutuellement pour parvenir à un but prédéfini. Il peut y avoir jusqu'à 4 participants ensemble.

## Développement
Le scénario du jeu a été imaginé par le célèbre scénariste de jeux vidéo Masato Kato, qui a, entre autres, travaillé sur des références comme Baten Kaitos, Chrono Trigger ou encore Chrono Cross.

## Accueil
Le jeu s'est écoulé à près de 102 555 exemplaires lors de sa première semaine de commercialisation.